# Sigil
Sigil – symbol stworzony dla specyficznego celu, magicznego życzenia. Symboliczna reprezentacja rezultatu pożądanego przez maga lub osobę zainteresowaną. Termin ten pochodzi z łacińskiego słowa sigillum, które oznacza „małą figurę”, „rzeźbę na pieczęci” lub „pieczęć”. 
W literaturze przedmiotu słowo sigil oznacza także pieczęć, czyli występującą w tradycji okultystycznej (w magii ceremonialnej) obrazkową sygnaturę („podpis”, znak, imię) demona, anioła lub innej istoty. Jedną z metod tworzenia prostych sigili było zapisanie imienia przyzywanej istoty w języku hebrajskim, następnie przekształcenie liter na liczby, które następnie należało odszukać w odpowiednio dobranym kwadracie magicznym (tzw. kamei) i połączyć je liniami. Popularnym przykładem bardziej fantazyjnych pieczęci są te, które można znaleźć w Lemegetonie.

## A. O. Spare i magia chaosu
Austin Osman Spare (1886–1956), w swoim Zos Kia Cultus, sugeruje używanie sigili samych w sobie, tzn. poza rytuałami. Jego technika, zwana dziś  sigilizacją, stała się centralnym elementem magii chaosu.
Teoria sigili opiera się na założeniu, że jeśli pewne głęboko zakorzenione w podświadomości fakty mogą wywierać wpływ na nasze działania, to można wykorzystać ten fakt w odwrotny sposób. Wystarczy, iż wprowadzi się do podświadomości pewien symbol (sigil), uprzednio nadając mu pewne znaczenie. Następnie należy zapomnieć znaczenie owego sigilu, opcjonalnie go zniszczyć. W ten sposób wpływamy na naszą podświadomość. 
Sigil może posiadać formę abstrakcyjną, obrazkową lub semi-abstrakcyjną. Może istnieć zarówno fizycznie, wirtualnie, jak i myślowo. Wizualne symbole są najpopularniejszą formą sigili, ale stosowane bywają także dźwięki i kształty. Istnieje wiele rodzajów sigili: alfabetyczne, runiczne, obrazkowe, fonetyczne (mantry), akustyczne, przestrzenne oraz wiele innych, które opracowują sami zainteresowani sigilizacją. Obecnie są już dostępne poradniki tworzenia osobistych symboli sukcesu – magicznych sigili.

## Hypersigile
Hypersigil to pewne dzieło, jak np. powieść, utwór muzyczny, taniec itd., które utworzone zostaje z taką samą intencją, z jaką tworzy się sigil. Ludzie tworzący hypersigil chcą, by poznało go jak najwięcej osób, a także by odnosiły się do niego inne dzieła sztuki, co ma wzmocnić jego siłę. Termin ten został najprawdopodobniej stworzony przez Granta Morrisona (ur. 1960). Używał go, by opisać cel stworzenia serii komiksowej „The Invisibles”.